# Анри II д’Авогур
Анри II д’Авогур (фр. Henri II d'Avaugour; 16 января 1205 — 23 февраля или 6.10. после 1267) — граф де Пентьевр и граф Трегье с 29 декабря 1212 по 1214, сеньор де Гоэлё и д’Авогур с 29 декабря 1212, сеньор де Динан (по праву жены) с 1238, старший сын Алена I, графа де Пентьевр и де Трегье, сеньора де Гоэль, и Петронеллы де Бомон, дочери Ришара I, виконта де Бомон.

## Биография
В присутствии короля Франции Филиппа II и бретонских баронов в 1209 году был помолвлен с Аликс, старшей дочерью Ги де Туара, регентом герцогства Бретань. Через несколько лет, в 1213 году, Ги де Туар скончался. Король нарушил договор и выдал Аликс замуж за своего родственника герцога Бретани Пьера I Моклерка. Анри пришлось иметь дело с претензиями Оливье де Турнемине, двоюродного брата его отца. Этого Оливье также поддерживал герцог Бретани.
В 1212 году Анри унаследовал от отца Алена I графство Пентьевр, графство Трегье и сеньорию Гоэлё. Перед смертью Ален назначил опекунами своих детей брата - Гозлена, и Жюля III, сеньора де Майенн.
Однако в 1214 году герцог Пьер Бретонский отобрал у Анри его владения в Генгане, Ламабле и Сен-Бре. Также он лишил его графства Трегье, которое перестало существовать и было объединено с герцогством, и графства Пентьевр. Графство попало под влияние дома де Дрё, а Анри был графом только де-юре. У него осталась только сеньория Гоэлё с небольшой усадьбой Авогур, название которой определило название рода его потомков.
Оппозицию Людовику IX и его матери Бланке Кастильской возглавили Тибо IV Шампанский, Пьер Моклерк и Гуго X де Лузиньян, граф де Ла Марш. С несколькими другими дворянами Бретани Анри встал на королевскую сторону в надежде на возвращение своих владений. Хотя Анри был посвящён в рыцари королём Людовиком в 1234 году, он был разочарован в своих ожиданиях, так как герцог заключил мир с королём и передал Пентьевр своей дочери Иоланде, когда она вышла замуж за Гуго XI де Лузиньяна.
Анри принял титул сеньора д’Авогур, так как сеньория была одной из единственных территорий, которую ему удалось сохранить. В 1238 году умерла бабка сына Анри Алена II, Гервеза де Динан, мать его матери Маргариты де Майенн, а затем, в 1256 году, дочь Гервезы Изабелла, после чего Алену досталась южная часть сеньории Динан. До 1264 года скончалась и сама Маргарита, передав сыну часть сеньории Майенн и Бекерель в Динане. По жене Анри II носил титул сеньора Северного Динана.
Между 1238 и 1241 Анри II принял участие в крестовом походе баронов, в котором был убит его двоюродный брат Ришар II де Бомон.
В 1264 году его сын Ален II продал все свои земли в Бретани, в том числе Северный Динан и Бекерель в Динане, герцогу Бретани Жану I за ничтожную сумму в 16000 ливров. Вскоре Ален II скончался. Затем Анри II занялся от имени своего внука, Анри III, действиями по аннулированию сделки с герцогом до суда короля в Париже. Этот процесс продолжался частично и после его смерти, когда Анри III урегулировал отношения с герцогом Бретани и возвратил часть утерянных земель отца.
В конце жизни Анри принял монашеский постриг в монастыре Кордилье в Динане, основанном его сыном. Он скончался 6 октября не ранее 1267 года и был погребен в часовне монастыря, однако его могила не сохранилась.
В некоторых источниках утверждается, что Анри умер в 1281 году. Никаких документальных подтверждений этому нет. Кроме того, продолжительность жизни в 76 лет для XIII века представляется маловероятной (это как сейчас - 105 лет).

## Брак и дети
Помолвлен с 7 декабря 1209 с Аликс де Туар (ок. 1201 — 21 октября 1221), герцогиней Бретани, дочерью Ги де Туара, герцога Бретани.
Жена с до 1220: Маргарита де Майенн (ум. 15 января до 1264), дочь Жюля II, сеньора де Майенн, и Гервезы де Динан.
- Ален II (до 1235 — 27 сентября до 1267) — сеньор д’Авогур, де Гоэль и де Динан с 1181
- Жюль, вероятно родоначальник дома де Ланьон; жена — Катерина де Леон, дочь Эрве III де Леон, сеньора Шатонефа
- Анри; жена — Филиппа де Роан, дочь Алена V, виконта де Роан
- Жоффруа (ум. 4 июня 1303), родоначальник дома де Кергуа; жена — Филиппа де Роан, дочь Алена V, виконта де Роан
- Мария
- Жанна (ум. 26 февраля)